# قائمة المواقع والمعالم المصنفة في ولاية تيارت
هذه قائمة حصرية للمواقع الأثرية و المعالم التاريخية المصنفـــة حسب وزارة الثقافة والاتصال (الجزائر) لولاية تيارت
| رقم    | اسم                                                         | وصف | موقع | مدينة | قسم   | الإحداثيات | صورة        |
| ------ | ----------------------------------------------------------- | --- | ---- | ----- | ----- | ---------- | ----------- |
| 14-001 | جدار فرندة                                                  |     |      |       | تيارت |            | Upload file |
| 14-002 | بلاد توتة القانية و مغارات تتعلق بما نقل عن ابن خلدون فرندة |     |      |       | تيارت |            | صورة        |
| 14-003 | منصات حجرية تيارت                                           |     |      |       | تيارت |            | صورة        |
| 14-004 | منظر تاهرت تاقدمت تاقدمت                                    |     |      |       | تيارت |            | صورة        |